# Смеющиеся глаза
«Смеющиеся глаза» (тур. Gülen Gözler, англ. Laughing Eyes) — турецкий комедийный фильм 1977 года режиссёра Эртема Эгилмеза.

## Сюжет
В семье Яшара и его жены Незакет постоянно рождаются дети. Родители полны надежды, что в конце концов у них родится сын, однако рождаются только дочери, которым даются мужские имена. И вот наступает момент, когда семья сталкивается с проблемой поиска богатых женихов для своих дочерей.

## В ролях
- Мюнир Озкул — Яшар
- Адиле Нашит — Незакет
- Мюжде Ар — Исмет
- Ытыр Есен — Недрет
- Шенер Шен — Веджихи
- Айшен Груда — Фикрет
- Халит Акчатепе — Дурсун
- Махмут Хекимоглу — Темель
- Шевкет Алтуг — Лаз Шевкет
- Лале Ильгаз — Хасрет
- Нежат Гюрчен — Юнус
- Севда Актолга — Хикмет
- Ахмет Сезерель — Орхан
- Тунджай Акча — Тунджай
- Ихсан Юдже — Хасан